# Buzzecca
Buzzecca (XIII secolo) è stato un celebre giocatore arabo di scacchi vissuto nel XIII secolo.

## Biografia
È ricordato dal poeta Antonio Pucci:
(I Cantari)
e dal cronista Giovanni Villani:
(Cronica, Libro VII, cap. XII)
Buzecca era evidentemente una storpiatura toscana di un nome arabo, forse il sivigliano Abu Bakr Ibn Zuhair, noto per la sua bravura prima del 1232.